# Fürstentum Regensburg
Das Fürstentum Regensburg entstand durch den Reichsdeputationshauptschluss 1803 aus den früheren Gebieten des Hochstifts Regensburg und war bis 1810 eines der Territorien des Kurerzkanzlers Karl Theodor von Dalberg, seit 1806 Fürstprimas innerhalb des Rheinbundes.

## Geschichte

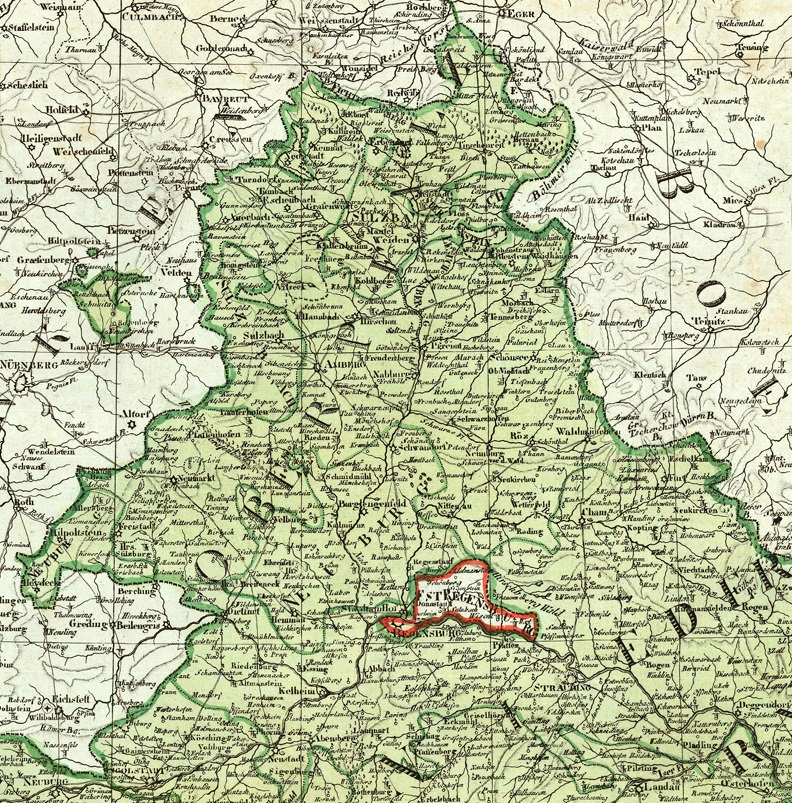
Territorium des Fürstentums Regensburg auf einer Karte von 1807

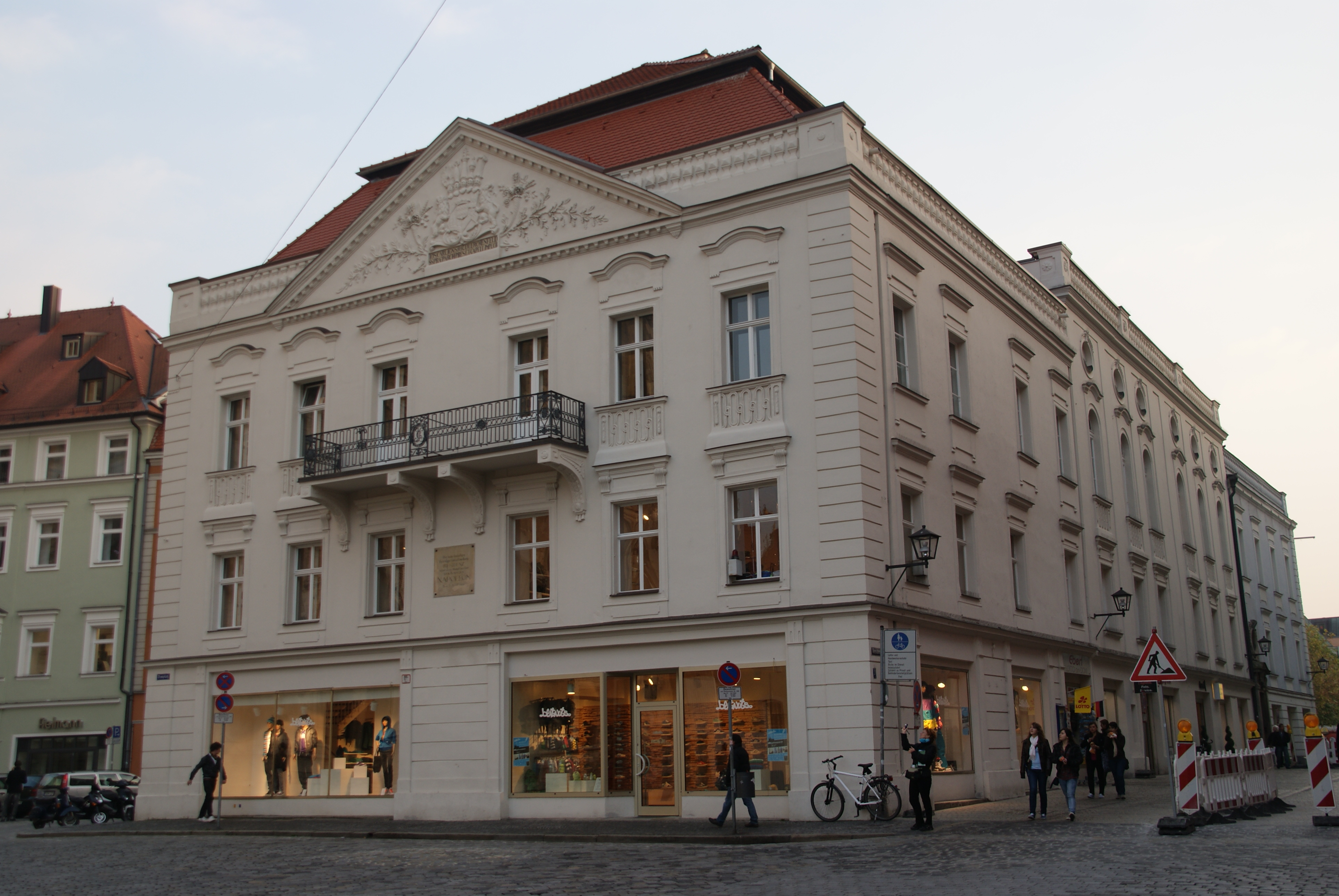
Residenz des Fürstprimas von Dalberg in Regensburg

Das Fürstentum Regensburg wurde mit § 25 des Reichsdeputationshauptschlusses 1803 gebildet und bestand aus den früheren Gebieten des Hochstifts Regensburg mit den Herrschaften Donaustauf, Wörth und Hohenburg, der Reichsstadt Regensburg, der Fürstabtei St. Emmeram, den Reichsstiften Obermünster und Niedermünster und allen Besitzungen der mittelbaren Stifte und Klöster Regensburgs. Es stand unter der Herrschaft Karl Theodor von Dalbergs, der auch die Würde eines Kurfürsten, das Amt des Reichserzkanzlers wie auch die Ämter des Erzbischofs von Mainz und des Primas für Deutschland innehatte. Da das Kurfürstentum Bayern die Herrschaft über die alte bayerische Hauptstadt Regensburg anstrebte, verzögerte sich die offizielle Einsetzung Dalbergs als Erzbischof von Regensburg bis zum 1. Februar 1805. Mit der Schaffung des Rheinbundes 1806 ließ sich Dalberg von Napoleon bewegen, als Fürstprimas an die protokollarische Spitze des neuen Staatengebildes zu treten. Das österreichische Korps Liechtenstein besetzte im Fünften Koalitionskrieg zwischen Frankreich und den verbündeten Österreichern und Briten am 20. April 1809 Regensburg. Am 23. April 1809 wurde die Stadt von französischen Truppen in Brand geschossen und erstürmt. Dalberg versuchte, die Besitzer der ca. 150 abgebrannten Häuser auch mit Silber aus dem Domschatz zu unterstützen.
Am 22. Mai 1810 trat Dalberg infolge des am 28. Februar 1810 abgeschlossenen Pariser Vertrags das Fürstentum Regensburg ab. Er erhielt dafür den größten Teil der Fürstentümer Hanau und Fulda mit dem Titel eines Großherzogs von Frankfurt. Erzbischof von Regensburg blieb er bis 1817. 
Das Fürstentum Regensburg kam an das Königreich Bayern. Regensburg wurde Hauptstadt des Regenkreises, der 1837 weitgehend im heutigen Regierungsbezirk Oberpfalz aufging. Das Herrschaftsgericht Wörth als ein Thurn und Taxis’sches Herrschaftsgericht im Königreich Bayern bestand noch bis 1848.

## Wirtschaftliche Situation
Die Koalitionskriege ab 1794 verschärften Not und Elend. Die Zahl der Armen nahm enorm zu. Um diese vor dem Verhungern zu bewahren, wurden in der Oberpfalz Armenspeisungen eingeführt. Führend war das Fürstentum Regensburg. Die Hilfe für die Armen bestand vor allem in der Armenspeisung, der „Rumfordischen Suppe“; sie bestand „aus Hülsen- und Körnerfrüchten, Kartoffeln und Fleischteilen, welche die Substanz bilden; aus Gartengemüsen, Kräutern, Wurzeln und inländischen Gewürzen, welche die Schmackhaftigkeit geben.“ Die Empfänger mussten ihr Geschirr selbst mitbringen und konnten auch vor Ort in einem beheizten Raum essen. Es gab zwei Klassen von Empfängern: „Gratis Empfänger“, wirklich Arme, und „Zahl Empfänger“, Handwerker und Taglöhner, die sich und ihre Familie nicht ernähren können, aber nicht in die absolute Armut abgleiten sollten. Monatlich wurden die ausgegebenen Suppen von der Kurfürstlichen Armendirektion veröffentlicht: Von Januar mit November 1805 wurden insgesamt 218.609, täglich knapp 655 Portionen Rumfordischer Suppe und 18.482, täglich 55 Portionen Krankensuppe ausgegeben. 1798 hatte der Regensburg Kreis 20.500 Einwohner. Dies bedeutete: 3,4 % der Bevölkerung bekam somit Armenspeisung.